# Sweetita
La sweetita és un mineral de la classe dels òxids. Anomenat així per Jessie May Sweet, conservador de minerals del British Museum.

## Característiques
La sweetita és un òxid de fórmula química Zn(OH)₂. Cristal·litza en el sistema tetragonal.
Segons la classificació de Nickel-Strunz, la sweetita pertany a «04.FA: Hidròxids amb OH, sense H2O; tetraedres que comparetixen vèrtex» juntament amb els següents minerals: ashoverita, behoïta, wülfingita i clinobehoïta.

## Formació i jaciments
S'ha descrit en vetes oxidades en calcàries, associat amb galena, ashoverita, wülfingita, anglesita, cerussita, hidrocerussita, litargiri, fluorita, palygorskita i calcita. S'ha descrit a Alemanya, Tunísia i el Regne Unit.